# Timo Bortolotti

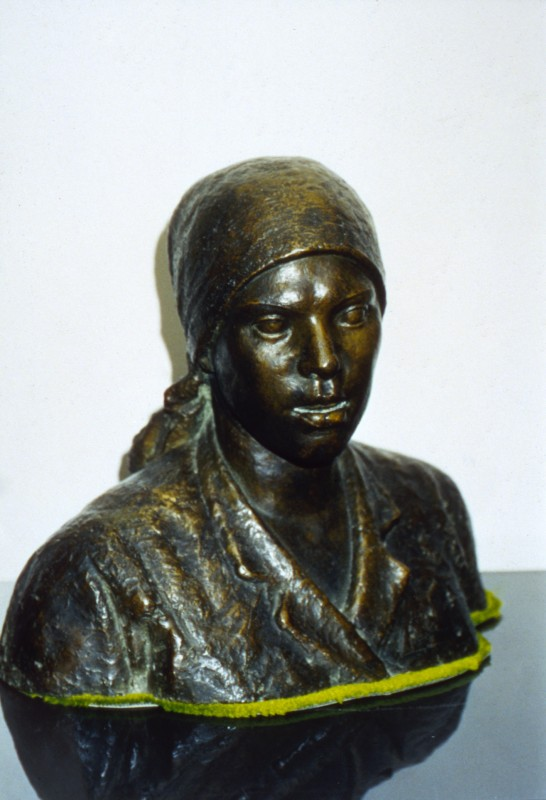
Mondina, 1936 (Fondazione Cariplo).

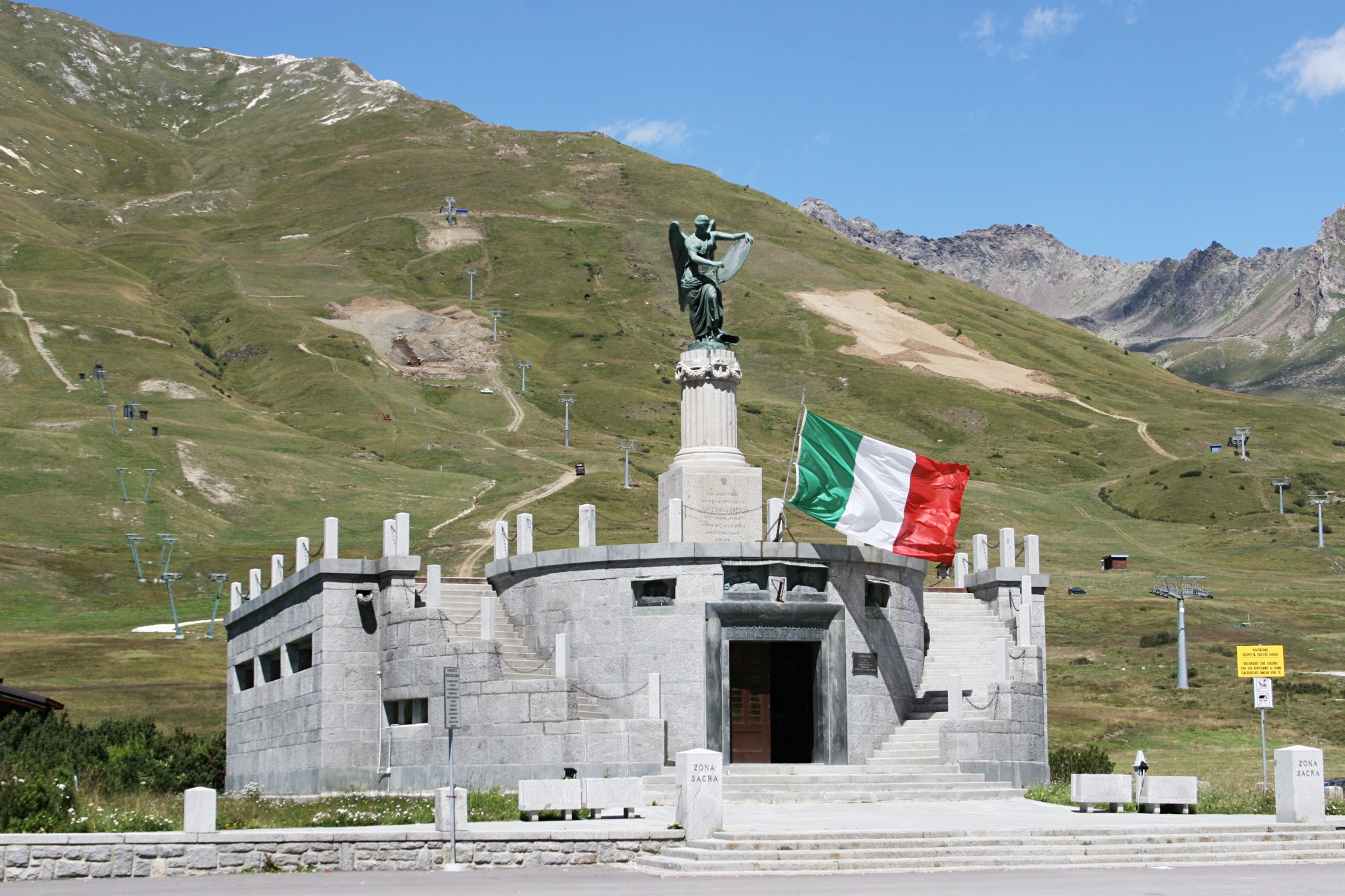
Sacrario militare del Tonale.

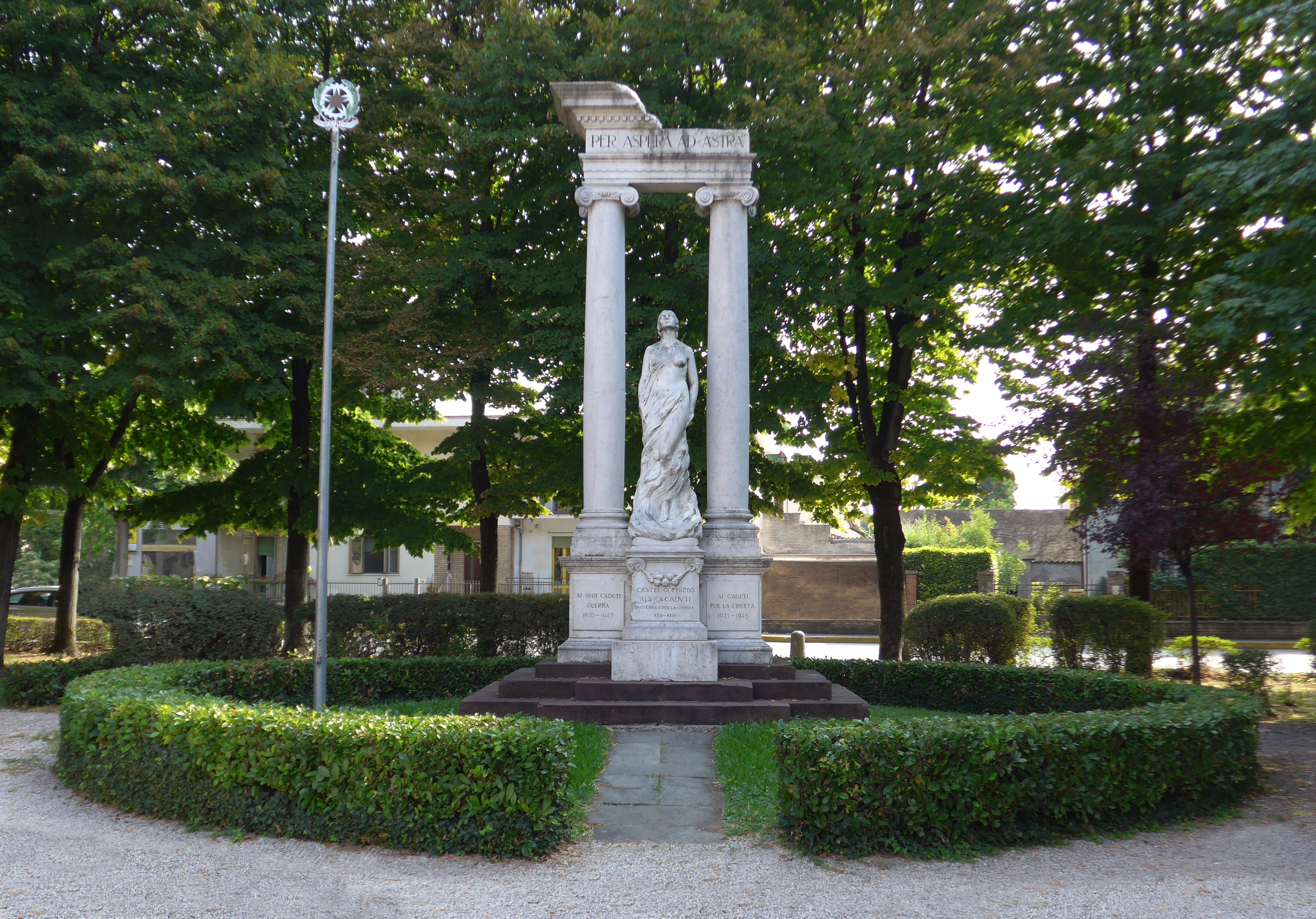
Castel Goffredo, Monumento ai Caduti.

Timoteo Bortolotti, detto Timo (Darfo, 15 giugno 1884 – Milano, 15 ottobre 1954), è stato uno scultore italiano.

## Biografia
Era figlio di Angelo, conoscitore del marmo e gestore di alcune cave di porfido nella Val Camonica, al quale subentrò nell'attività dopo la morte, avvenuta nel 1892.

Prima di partire per la prima guerra mondiale, frequenta l'Accademia di Brera per un breve periodo. Subito dopo, a Brescia si afferma come scultore e realizza una riproduzione della scultura Vittoria alata di Brescia di epoca romana per il Monumento ai caduti del Passo del Tonale (1923), successivamente integrata nel Sacrario militare del Tonale. Nel 1924 si trasferisce a Milano: a contatto con il Novecento Italiano, il suo originario verismo si indirizza verso un classicismo austero. Realizza nel 1925 il monumento ai caduti a Castel Goffredo. Nel 1930 è invitato, per la prima volta, alla XVII Esposizione internazionale d'arte di Venezia e, di conseguenza, si moltiplicano le commissioni pubbliche. Nel 1932 la Galleria d'arte moderna di Milano acquista una sua opera. Il 1935 è l'anno dei riconoscimenti: gli viene assegnato il premio Savoia-Barbante di Roma, tiene la sua prima personale alla galleria Dedalo di Milano e partecipa alla Seconda Quadriennale nazionale d’arte di Roma. L'anno successivo parte per l'Africa.
Nel 1936 sue opere sono esposte a "Mostre d'arte in risaia", a Mortara, alla VII Sindacale Fascista a Milano e all'Esposizione alla Zattera ai Navigli.
Nel 1937 riceve il Gran premio all'Esposizione Internazionale di Parigi.

## Opere
- Gruppo Cristo con la Vergine per il concorso sulla "Pietà" a Brescia, nel 1921;[4]
- Statua della Vittoria alata sul Monumento Ossario al Passo del Tonale, nel 1922, inaugurato nel 1924 alla presenza del Duca di Pistoia e di Mussolini, che permise all'artista il riconoscimento sulla stampa nazionale;[5][6][7][8]
- Monumento ai Caduti a Castel Goffredo, nel 1925;[9][10]
- Cristo Re di Bienno, opera che permise a Bortolotti di essere apprezzato anche in Europa e negli Stati Uniti, nel 1930;[11][12]
- Monumento ai Lupi di Brescia, nel 1931;[13]
- Monumento a Giuseppe Perrucchetti, fondatore del corpo degli Alpini, di Cassano d'Adda nel 1932;[14]
- Mondina, busto in bronzo, 1936;
- Mezzobusto del generale Achille Papa inserito nel monumento dedicato al generale a Desenzano del Garda ed eretto nel 1937;[15]
- Gruppo dei Fratelli Calvi per il Monumento-Ossario del Passo del Tonale, nel 1952.[16]